# Gado-gado
Gado-gado (indonésio ou betawi) é uma salada indonésia de legumes levemente cozidos e descascados e ovos cozidos, batata cozida, tofu e tempeh fritos e lontong (arroz envolto em uma folha de bananeira), servido com um molho de amendoim. Em 2018, o gado-gado foi promovido como um dos cinco pratos nacionais da Indonésia.

## Etimologia
O termo gado ou o verbo menggado significa consumir algo sem arroz. Gado-gado na Indonésia significa literalmente "mistura-mistura", pois é feito de uma rica mistura de vegetais, como batatas, vagens, brotos de feijão, espinafre, chuchu, milho e couve, com tofu, tempeh e ovos cozidos, tudo misturado com molho de amendoim, às vezes também coberto com krupuk e pitadas de cebolinha frita. Gado-gado é diferente de lotek atah ou karedok, que usa vegetais crus. Outro prato semelhante é o pecel javanês.

## Região
O gado-gado é amplamente vendido em quase todas as partes da Indonésia, com cada área tendo suas próprias modificações. Pensa-se que originalmente tenha sido um prato sudanês, pois é mais prevalente nas partes ocidentais de Java (que inclui as províncias de Jacarta, Banten e Java Ocidental). Os javaneses têm sua própria versão ligeiramente semelhante a um prato de legumes em molho de amendoim chamado pecel, que é mais prevalente no Java Central e Oriental. O gado-gado está amplamente disponível em carrinhos de vendedores ambulantes, barracas (warung) e restaurantes e hotéis na Indonésia; também é servido em restaurantes de estilo indonésio em todo o mundo. Embora normalmente seja chamado de salada, o molho de amendoim é um componente maior do gado-gado do que o habitual para os molhos de saladas ao estilo ocidental; os vegetais devem estar bem revestidos com ele.
Alguns estabelecimentos de alimentação usam diferentes misturas de molho de amendoim, como a adição de castanha de caju a gosto. Em Jacarta, alguns estabelecimentos de alimentação ostentam gado-gado como prato de assinatura, alguns dos quais estão no mercado há décadas e têm desenvolvido uma clientela fiel. A cadeia de restaurantes Gado-Gado Boplo, por exemplo, existe desde 1970, enquanto Gado-Gado Bonbin em Cikini existe desde 1960.
O molho é feito de amendoins salgados triturados, açúcar-de-palma, alho, pimentão, sal, tamarindo e um pouco de limão. O gado-gado geralmente é feito na hora, às vezes na frente dos clientes, de acordo com a preferência pessoal pelo grau de tempero, que corresponde à quantidade de pimenta incluída. No entanto, particularmente no Ocidente, o molho gado-gado é frequentemente preparado com antecedência e a granel. O molho gado-gado também está disponível na forma seca, que simplesmente precisa ser reidratada adicionando água quente.
O molho gado-gado não deve ser confundido com o molho satay, que também é um molho de amendoim.

## Ingredientes

### Molho de amendoim

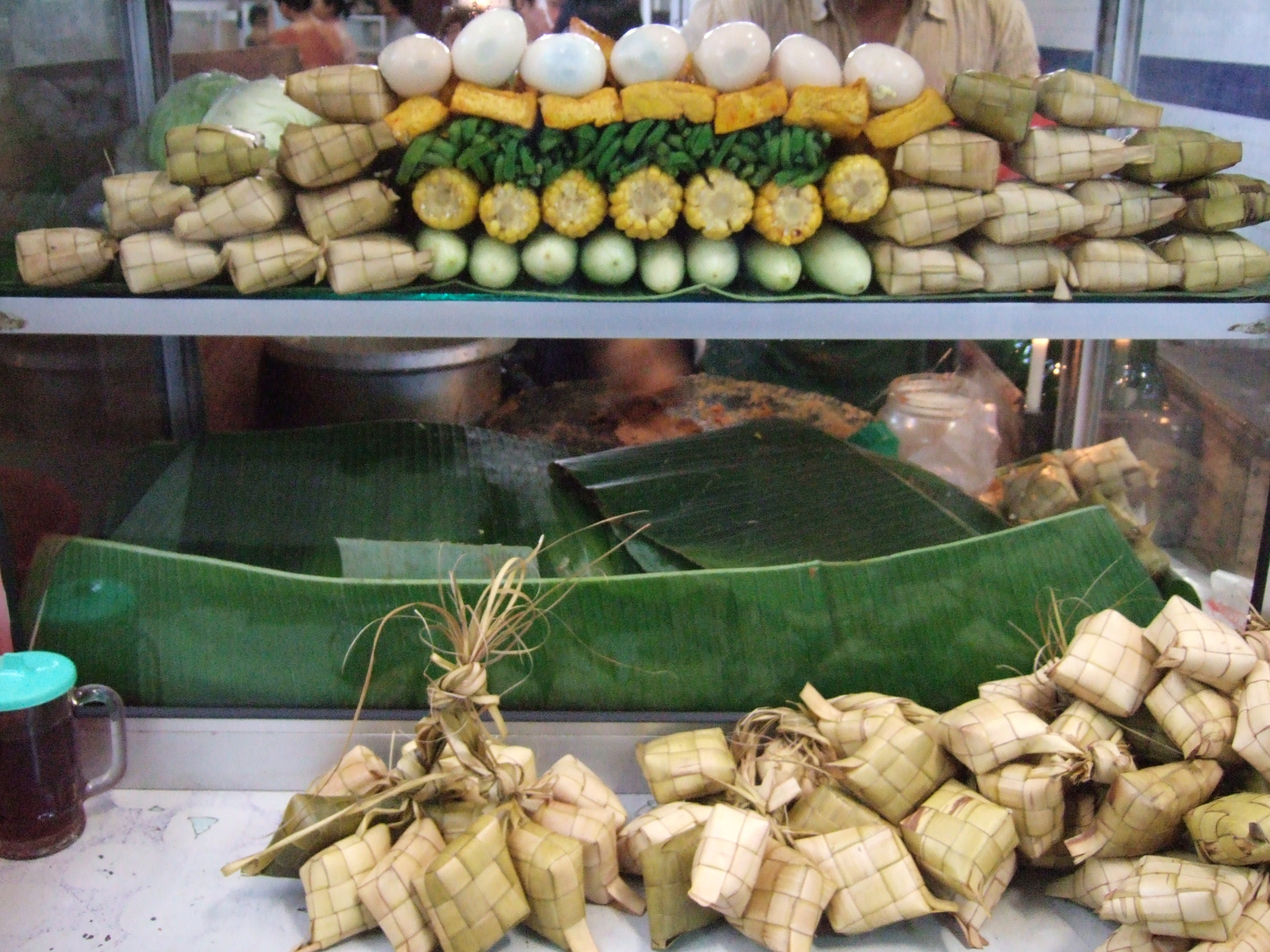
Barraca de gado-gado exibindo os ingredientes do prato

A maioria dos sabores no gado-gado é adquirida a partir da mistura de seu molho de salada de amendoim ou bumbu kacang. O gado-gado combina perfeitamente sabores levemente doces, picantes e salgados. Os principais ingredientes comuns do molho de amendoim são os seguintes:
- amendoim frito moído (pode ser substituído por feijão, para um sabor mais rico)
- açúcar de coco/açúcar-de-palma (pode ser substituído pelo açúcar mascavo, caso não esteja disponível)
- pimentões (de acordo com a preferência e o grau de tempero desejado)
- terasi (pasta de camarão seco)
- sal
- suco de tamarindo
- limonada
- água para diluir

O método tradicional de fazer gado-gado é usar o cobek (pilão) e a pedra arredondada ou ulekan. Os ingredientes secos são moídos primeiro e, em seguida, os líquidos de tamarindo são adicionados para obter a consistência desejada.

### Legumes

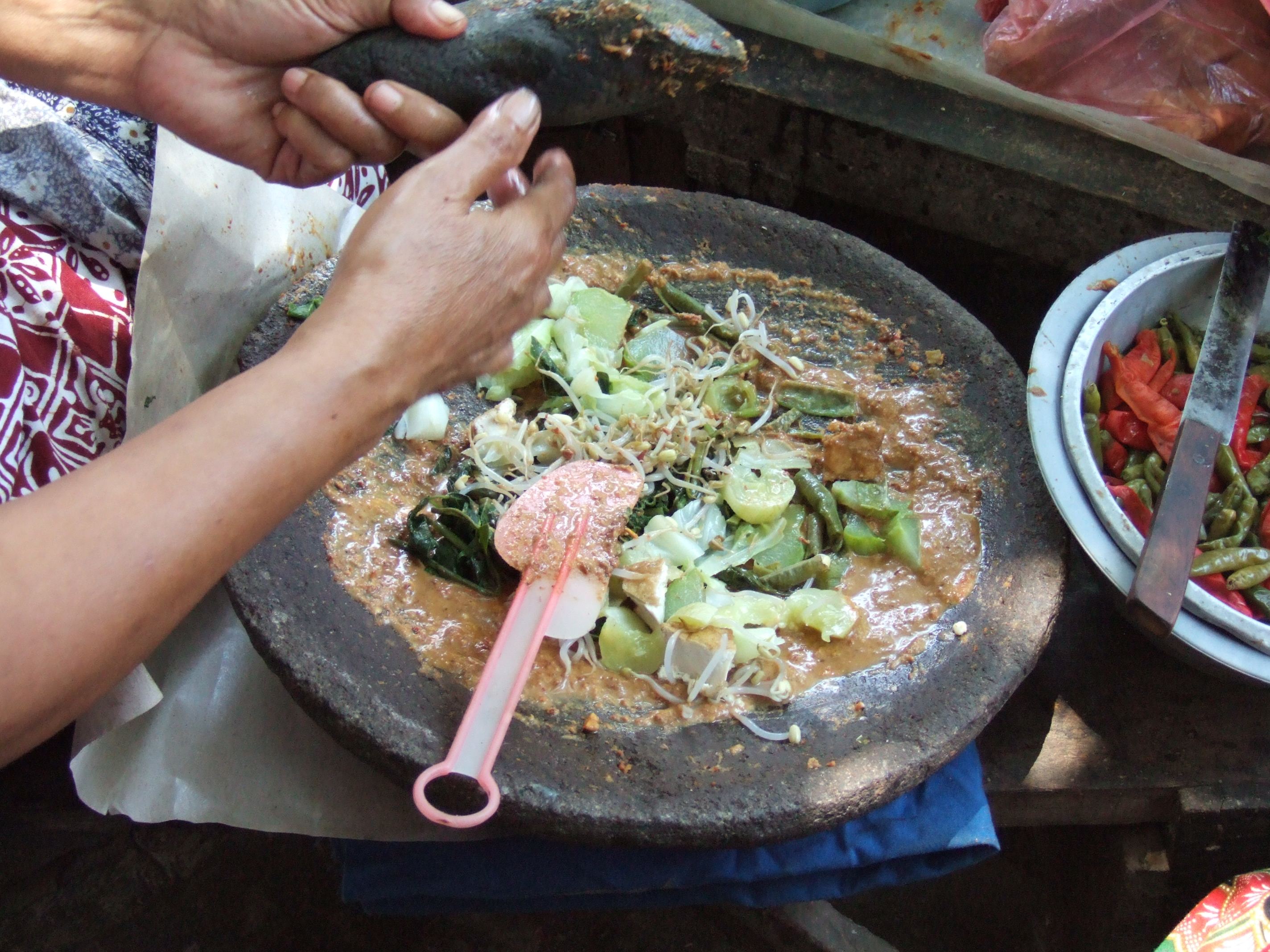
Uma maneira tradicional indonésia de fazer gado-gado

A composição da salada de legumes varia muito, mas geralmente inclui uma mistura de alguns dos seguintes itens:
- branqueamento — verduras desfiadas, picadas ou cortadas em fatias, como repolho, kangkung, espinafre, broto de feijão, jaca cozida, chuchu, vagem, feijão verde, melão amargo e milho.
- fatias — batatas cozidas
- cru — pepino fatiado
- ovos cozidos descascados e fatiados
- fatiado — tofu e tempeh fritos

Fora da Indonésia, é comum improvisar com os vegetais disponíveis. Todos os ingredientes são descascados ou levemente cozidos, incluindo legumes, batatas e brotos de feijão, exceto o tempeh e o tofu, que são fritos, e o pepino, fatiado e servido fresco. Os legumes descascados e outros ingredientes são bem misturados com o molho de amendoim.

### Prato-final e arroz
Na Indonésia, gado-gado é comumente servido misturado com lontong picado ou ketupat (bolo de arroz glutinoso) ou com arroz cozido servido separadamente. É quase sempre servido com krupuk (bolachas), por exemplo, bolachas de tapioca ou emping, bolachas fritas no estilo indonésio, feitas de melinjo. Um enfeite comum é bawang goreng, uma pitada de cebola frita finamente picada.